# Sinwol-dong
Sinwol-dong (koreanska: 신월동) är en stadsdel i stadsdistriktet Yangcheon-gu i Sydkoreas huvudstad Seoul.

## Indelning
Administrativt är Sinwol-dong indelat i:
| Namn    | Namn                | Yta km² | Invånare 31 dec 2020 |
| ------- | ------------------- | ------- | -------------------- |
| 신월1동 | Sinwol 1(il)-dong   | 0,65    | 21 246               |
| 신월2동 | Sinwol 2(i)-dong    | 0,61    | 21 520               |
| 신월3동 | Sinwol 3(sam)-dong  | 0,87    | 15 965               |
| 신월4동 | Sinwol 4(sa)-dong   | 0,52    | 18 487               |
| 신월6동 | Sinwol 5(o)-dong    | 0,69    | 15 189               |
| 신월6동 | Sinwol 6(yuk)-dong  | 0,41    | 13 798               |
| 신월7동 | Sinwol 7(chil)-dong | 1,19    | 20 651               |